# Clifford (Indiana)
Clifford – miasto w Stanach Zjednoczonych, w stanie Indiana, w hrabstwie Bartholomew.